# Guillaume Ier de Bures
Pour les articles homonymes, voir Guillaume Ier.
Guillaume de Bures, originaire de Bures-sur-Yvette en Île-de-France, est arrivé dans le royaume de Jérusalem avant 1115 avec son frère Godefroy. Ils apparaissent comme des vassaux de Josselin de Courtenay. En 1119 il participa avec son frère à un raid en terre musulmane de l'autre côté du Jourdain, au cours duquel son frère fut tué. Quand Josselin reçut le comté d'Edesse, il laissa la principauté de Galilée qui fut donnée à Guillaume. À la mort d'Eustache Grenier (1123) et pendant la captivité de Baudouin II de Jérusalem, il devint connétable et bailli (régent) du royaume de Jérusalem. En 1128, il fut envoyé en France pour choisir un mari pour la fille et héritière de Baudouin. Il mourut en 1142. Il n'avait pas d'enfant, et son neveu Elinard de Bures, fils probable de Godefroy, lui succéda.

## Source
- (en) Alan V. Murray, The crusader Kingdom of Jérusalem: A Dynastic History, 1099-1125, Oxford, Prosopographica et genealogica, coll. « Occasional Publications / 4 », 2000, 280 p. [détail de l’édition] (ISBN 1-900934-03-5)